# 斯維多瓦山
48°21′34.2″N 24°1′18″E / 48.359500°N 24.02167°E
斯維多瓦山是烏克蘭的山峰，位於該國西部外喀爾巴阡州，處於佳切夫區，屬於烏克蘭喀爾巴阡山脈中斯維多韋茨山脈的一部分，海拔高度1,634米。